# Campionato mondiale di scherma 1978
Il Campionato mondiale di scherma del 1978 si è svolto ad Amburgo, nell'allora Germania Ovest.
Sono stati assegnati 2 titoli femminili e 6 titoli maschili:
- femminile
  - fioretto individuale
  - fioretto a squadre
- maschile
  - fioretto individuale
  - fioretto a squadre
  - sciabola individuale
  - sciabola a squadre
  - spada individuale
  - spada a squadre

## Risultati

### Uomini
| Evento                          | Oro                                                                                 | Argento                                                                                               | Bronzo                                                                                   |
| Spada                           |                                                                                     | |                                                                                          |
| Spada individuale (dettagli)    | Alexander Pusch                                                                     | Philippe Riboud                                                                                       | Hans Jacobson                                                                            |
| Spada a squadre (dettagli)      | Ungheria Csaba Fenyvesi Ernő Kolczonay Jenő Pap István Osztrics Győző Kulcsár       | Unione Sovietica Boris Lukomskij Ašot Karagjan Leonid Dunaev Aleksandr Abušachmetov Valerij Chondogo  | Svezia Johan Harmenberg Rolf Edling Göran Malkar Hans Jacobson Carl von Essen            |
| Fioretto                        |                                                                                     | |                                                                                          |
| Fioretto individuale (dettagli) | Didier Flament                                                                      | Aleksandr Roman'kov                                                                                   | Harald Hein                                                                              |
| Fioretto a squadre (dettagli)   | Polonia Bogusław Zych Adam Robak Arkadiusz Godel Marian Sypniewski Leszek Martewicz | Francia Didier Flament Frédéric Pietruszka Bruno Boscherie Philippe Bonin Pascal Jolyot               | Unione Sovietica Aleksandr Roman'kov Vladimir Smirnov Vladimir Denisov Vladimir Lapickij |
| Sciabola                        |                                                                                     | |                                                                                          |
| Sciabola individuale (dettagli) | Viktor Krovopuskov                                                                  | Michail Burcev                                                                                        | Michele Maffei                                                                           |
| Sciabola a squadre (dettagli)   | Ungheria Imre Gedővári Pál Gerevich Ferenc Hammang Zoltán Nagyházi György Nébald    | Unione Sovietica Michail Burcev Vladimir Nazlymov Viktor Krovopuskov Aleksandr Nikišin Viktor Baženov | Italia Michele Maffei Angelo Arcidiacono Mario Aldo Montano Gianfranco Dalla Barba       |

### Donne
| Evento                          | Oro                                                                                       | Argento                                                                                  | Bronzo                                                                          |
| Fioretto                        |                                                                                           |                                                                                          |                                                                                 |
| Fioretto individuale (dettagli) | Valentina Sidorova                                                                        | Katarína Ráczová                                                                         | Cornelia Hanisch                                                                |
| Fioretto a squadre (dettagli)   | Unione Sovietica Ol'ga Knjazeva Valentina Sidorova Nailja Giljazova Elena Novikova-Belova | Polonia Jolanta Królikowska Barbara Wysoczańska Agnieszka Dubrawska Delfina Olek-Skąpska | Romania Suzana Ardeleanu Viorica Țurcanu Magdalena Chezan Marcela Moldovan-Zsak |

## Medagliere
| Posizione | Nazione          |   |   |   | Totale |
| --------- | ---------------- | - | - | - | ------ |
| 1         | Unione Sovietica | 3 | 4 | 1 | 8      |
| 2         | Ungheria         | 2 | 0 | 0 | 2      |
| 3         | Francia          | 1 | 2 | 0 | 3      |
| 4         | Polonia          | 1 | 1 | 0 | 2      |
| 5         | Germania Ovest   | 1 | 0 | 2 | 3      |
| 6         | Cecoslovacchia   | 0 | 1 | 0 | 1      |
| 7         | Italia           | 0 | 0 | 2 | 2      |
| 7         | Svezia           | 0 | 0 | 2 | 2      |
| 9         | Romania          | 0 | 0 | 1 | 1      |
| Totale    | Totale           | 8 | 8 | 8 | 24     |